# Ворф
Ворф (англ. Worf, клинг. wo’rIv, Уорыв) — мужчина-клингон, офицер Звёздного Флота, персонаж вселенной «Звёздный путь», герой сериалов «Звёздный путь: Следующее поколение» и «Звёздный путь: Глубокий Космос 9», а также полнометражных фильмов:
- «Звёздный путь: Поколения»
- «Звёздный путь: Первый контакт»
- «Звёздный путь: Восстание»
- «Звёздный путь: Возмездие».

## Биография
Ворф — сын клингонского воина Могха.
Практически все родственники Ворфа, кроме его брата, Курна, погибли во время нападения ромуланцев на заставу Хитомир (Хитомирской резни). Тогда Ворфу было всего шесть лет. Ворфа нашёл младший офицер звездолета USS «Интрепид», Сергей Роженко и забрал с собой.

### Жизнь в приёмной семье
Ворф был принят в человеческую семью выходцев из Минска Сергея и Елены Роженко, в которой он и вырос в окружении людей в фермерской колонии Голта. Однако Ворф так и не принял новую человеческую фамилию, предпочитая называться Ворфом, Сыном Могха, тем не менее считая родного сына Елены и Сергея, Николая, своим братом.
Когда семья Роженко вернулась на Землю, Сергей брал Ворфа и Николая в горы.
В возрасте тринадцати лет Ворф, наделенный как и все клингоны огромной физической силой, во время школьного футбольного матча убил мальчика Микеля, столкнувшись с ним. С тех пор, по словам самого Ворфа, он осознал необходимость постоянного самоконтроля над своим необузданным клингонским характером.

### Карьера
В пятнадцать лет Ворф прилетел на Кронос к немногим уцелевшим родичам, где изъявил желание стать полноценным клингонским воином, как и его отец, Могх. Совершив обряд Вознесения, Ворф был принят Великими Домами как клингон, но неодобрительно отнеслись к тому кем он был воспитан.
У Ворфа было видение, в котором к нему пришёл Кейлесс Незабываемый и предрёк Ворфу свершить то, чего доселе ни один клингон не делал. Именно поэтому Ворф стал первым клингоном, закончившим Академию Звёздного флота и поступившим на службу в Звёздный флот, на звездолёт Энтерпрайз NCC-1701-D, капитаном которого был Жан-Люк Пикар. Также ему разрешили носить поверх униформы Звёздного флота часть традиционного клингонского костюма.
Получил звание лейтенанта Звёздного флота в 2366 году, а в 2371 был повышен до лейтенант-коммандера.
Ворф стал первым живым существом, подвергнутым операции при помощи генитроннского репликатора. Изобретатель этой технологии, доктор Тоби Русселл, произвела эту операцию для восстановления повреждённого позвоночника Ворфа. Операция вызвала опасные осложнения, однако врождённое клингонское здоровье позволило Ворфу полностью восстановиться.
Во время войны Доминиона Ворф служил первым помощником на клингонском звездолёте «Ротарран» под командованием генерала Мартока.
После окончания войны Ворф стал Послом Объединённой Федерации Планет на Кхоноше.

### Личная жизнь
В молодости у Ворфа был роман с К’Элейр (K’Ehleyr) — получеловеком-полуклингонкой. Они вновь встречаются на борту «Энтерпрайза», когда К’Элейр поручена важная дипломатическая миссия. Первоначально Ворф враждебно встречает бывшую возлюбленную, однако во время жестокой военной игры на голопалубе у него вновь пробуждаются чувства к девушке, и они вступают в интимную связь. После этого по обычаю клингонов Ворф пытается произнести брачную клятву, однако К’Элейр отказывается от этого. После успешного выполнения миссии они снова расстаются.
Через несколько лет К’Элейр снова прибывает на борт «Энтерпрайза» и сообщает Ворфу, что у них есть совместный ребёнок — Александр. Однако теперь Ворф отказывается жениться. В этом эпизоде К’Элейр погибает, и Ворф передаёт сына на воспитание своим приёмным родителям, Сергею и Елене Роженко (мальчик получает не только человеческое имя, но и фамилию — Александр Роженко).
В шестом сезоне «Глубокого Космоса 9» Ворф женится на Джадзии Дакс, однако вскоре Джадзия погибает.
В пятой серии третьего сезона Ворф проводит обряд Ру-Стай с сыном погибшего лейтенанта Марлы Астер, входившей в состав разведывательной группы под его командованием. Ворф с сыном покойной становятся братьями.

## Зеркальная вселенная
В так называемой «Зеркальной вселенной», Ворф является регентом клингонско-кардассианского Альянса. Он является жестоким и безжалостным правителем, не беспокоящимся о таких мелочах как честь. В конце концов, он попадает в плен к повстанцам-терранам (людям). Его дальнейшая судьба неизвестна.